# Паласуэлос, Роберто
Роберто Паласуэлос Бадо (исп. Roberto Palazuelos Badeaux; род. 31 января 1967 года, Акапулько, Герреро, Мексика) — известный мексиканский актёр, носящий прозвище «чёрный бриллиант», запомнившийся зрителям, как исполнитель отрицательных ролей, крутых бандитов и ловеласов.

## Биография
Родился 31 января 1967 года в Акапулько, мексиканском штате Герреро. Отец актёра — мексиканец, мать актёра — француженка. Является единственным ребёнком в этой семье, однако, у него имеются ещё и пять двоюродных братьев.
Дебютировал в кино в 1989 году, сыграв бандита и жулика Давида в культовой мексиканской теленовелле «Моя вторая мама», после блестящего исполнения этой роли, актёра бесперебойно приглашают на самые лучшие фильмы и сериалы. Его приглашают в теленовеллу «Просто Мария», где он сыграл роль Педро Куэваса. Паласуэлос избегает низкопробных картин. В 2001 году актёр принимает участие в телесериале «Страсти по Саломее», где он играет бандита-головореза Бето по кличке «Фигурин».
В 2003 году принимал участие в качестве участника в телепроекте «Большой брат» и продержавшись очень долго, чуть не дошёл до финала. В том же году Паласуэлос женится на Ядире Гарса — одной из участнице «Большого брата» и в 2005 году у них рождается сын, который получил имя Роберто-младший. В 2006 году возвращается на новый телепроект, но быстро его покидает по причине участия в очередной теленовелле и воспитания сына.
В 2009 году актёр подаёт в суд на папарацци, который шпионил за актёром повсюду, где он ни находился. Суд выиграла сторона Паласуэлоса, папарацци заплатил крупный штраф с конфискацией фотоаппаратуры.

## Фильмография

### Теленовеллы телекомпанииTelevisa
- 1989 — Моя вторая мама — Давид
- 1989 — Просто Мария — Педро Куэвас
- 1991 — Девчушечки — Рохер Гусман
- 1993 — Две женщины, один путь — Раймундо Сото
- 1995 — Бедная богатая девочка — Грегорио
- 1996 — На всю жизнь — Роландо
- 1997 — Любимая соперница — Маурисио
- 1999 — Цыганская любовь — Клаудио
- 2000 — Личико ангела — Фавио Ромеро Медрано
- 2001 — Страсти по Саломее — Бето по кличке «Фигурин»
- 2002 — Да здраствуют дети — Панталеон Рендон
- 2003 — Моя любимая девочка — Рафаэль Ринкон дель Валье
- 2004 — Ставка на любовь — Франсиско Андраде
- 2006 — Ты моя жизнь — Аристео Борхиа
- 2006 — Самая красивая уродина — Педро Барман
- 2007 — По рельсам любви — Кристиан дель Валье
- 2008 — Завтра - это навсегда — Камило Элисальде Риверо
- 2010 — Полная любви — Маурисио Ломбарди Фонсека
- 2011 — Семья с удачей — Майкл Роберт Андерсон
- 2013 — Какая красивая любовь — Гульяно Рина

### Кино
- 1989 — Без паники